# دیولا پیدل
دیولا پیدل (انگلیسی: Gyula Peidl; ۴ آوریل ۱۸۷۳ – ۲۲ ژانویهٔ ۱۹۴۳) اقتصاددان، روزنامه‌نگار، سندیکاچی، و سیاستمدار اهل مجارستان بود. وی از ۱ اوت ۱۹۱۹ تا ۶ اوت ۱۹۱۹ رئیس کشور و نخست‌وزیر مجارستان بود.
دیولا پیدل در ۲۲ ژانویه ۱۹۴۳، در سن ۶۹ سالگی درگذشت.